# بیکبائو
بیکبائو (انگلیسی: Bikbau) یک شهرک در شهرستان زیانچورینسکی استان باشقیرستان کشور روسیه است.